# Nielsen Ratings
Als Nielsen Ratings bezeichnet man die Einschaltquoten des amerikanischen Fernsehens. Verantwortlich für deren Messung ist die Firma Nielsen Media Research USA. Das System wurde in den 1960er Jahren von Arthur C. Nielsen auf Basis der jahrzehntelangen Erfahrung von Nielsen in der Radioforschung entwickelt, damit die konkrete Zielgruppenansprache durch Fernsehwerbung besser analysiert werden konnte.

## Erfassung der TV-Quoten

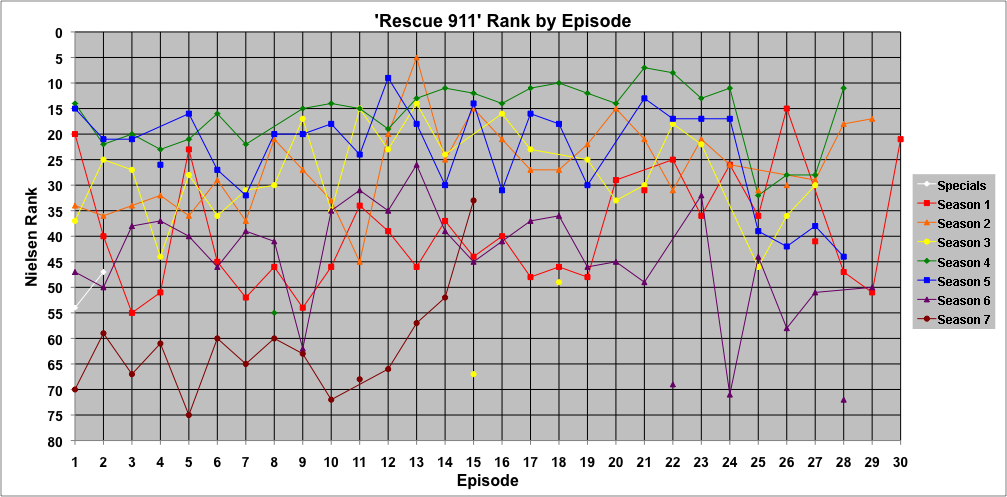
Auswertungsbeispiel für eine Serie

Nielsen Media Research USA ermittelt die Einschaltquoten auf zwei Arten:
1. TV-Tagebücher (Befragung): Testpersonen zeichnen ihre Sehgewohnheiten selbst auf. Das Fernsehtagebuch wird in ländlichen Bereichen der USA eingesetzt, da sich die elektronische Messung dort nicht refinanzieren lässt. In Deutschland wird seit 1963, in Österreich seit 1991 kein Tagebuch mehr verwendet.
2. Elektronische Messung: Die „Nielsen Boxes“ stehen in ausgewählten TV-Haushalten. Diese kleinen Computer sind mit dem Fernsehgerät und der Telefonleitung verbunden. Jede Benutzung des Fernsehers wird registriert und nachts werden die Daten des Haushalts (Home Unit) über die Telefonleitung als Datenpaket an Nielsen Media Research übermittelt. Dieses technologiebasierte Home Unit System ermöglicht es den Marktforschern, die Fernsehgewohnheiten minutengenau zu studieren, den genauen Zeitpunkt des Fernsehprogrammwechsels zu sehen oder den Fernseher auszuschalten. Zusätzlich zu den eingestellten Messgeräten haben einzelne Anzeigegeräte, wie z. B. Personenerfassung, die es dem Unternehmen ermöglicht, die Haushaltsdaten in verschiedene demografische Gruppen aufzuteilen. Veränderte Fernsehgewohnheiten haben Nielsens Methoden der Marktforschung beeinflusst. Im Jahr 2005 begann Nielsen mit der Messung der Nutzung von digitalen Videoaufzeichnungsgeräten wie TiVos. Erste Ergebnisse deuten darauf hin, dass das zeitversetzte Fernsehen einen wesentlichen Einfluss auf die Einschaltquoten im Fernsehen haben wird. Aufgrund des Widerstandes der Werbungtreibenden waren  die Networks in der Phase der Einführung nicht bereit, dafür zu zahlen, da höhere Quoten höhere Preise bedeuten.

## Leistungswerte bei Nielsen Ratings
Die am häufigsten gebrauchten Leistungswerte der Nielsen-Erhebung sind die zwei Messgrößen „Sehbeteiligung (Durchschnittsreichweite)“ (rating)  und „Marktanteil“ (share), zusammenfassend bezeichnet als „ratings points/share“. Hochrechnungsbasis ist der amerikanische Fernsehmarkt. Es gibt in der TV-Saison 2017–18 in den USA 119,6 Millionen TV-Haushalte (Nielsens National Television Household Universe Estimates). Die Schätzung der Anzahl der US-Fernsehhaushalte für das nächste Fernsehjahr erfolgt durch Nielsen jeweils vor Beginn der Fernsehsaison im August. In den US-Fernseh-Haushalten leben rund 304,5 Millionen Personen, die mindestens 2 Jahre alt sind. Ein nationaler Rating-Punkt (ratings point) entspricht 1 % dieser Gesamtzahl. Im Gegensatz dazu werden im deutschen Sprachraum statt Prozent die umgerechneten Absolutwerte verwendet (Deutschland: Millionen; Österreich u. Schweiz: Tausend).
Rating (Sehbeteiligung/Durchschnittsreichweite)
Prozentualer Anteil derjenigen TV-Haushalte der USA, die während einer festgelegten Zeitspanne ein bestimmtes Programm ausgewählt hatten. Da es insgesamt in der Saison 2006/2007 etwa 112,8 Millionen TV-Haushalte in den USA gab, entspricht ein Prozentpunkt 1,128 Millionen Haushalten. Obwohl ein „Rating“ in Prozent angegeben wird, lässt es also Rückschlüsse auf eine absolute Zahl zu.
Share (Marktanteil)
Der Share ist der prozentualer Anteil aller Haushalte (HUT Households Using Television) oder Personen (PUT Persons Using Television), die zu einem festgelegten Zeitpunkt ein bestimmtes Programm / einen bestimmten Sender oder Network / in einem bestimmten Gebiet ausgewählt haben. Der „Share“ entspricht in der deutschen Einschaltquotenmessung dem Marktanteil. Schreibweise für Quotenangaben mit Marktanteil: Wenn Nielsen für eine Sendung beispielsweise den Wert 4.4/8 ausweist, bedeutet dies, dass zur Ausstrahlungszeit 4,4 % der TV-Haushalte (des Bezugsgebiets) das Gerät eingeschaltet hatten. Unter diesen fernsehaktiven Haushalten, erzielte die Sendung einen Marktanteil von 8 %. D.h. in 8 von 100 Haushalten lief dieses Programm. Anmerkung: Aufgrund der vollständigen TV-Panel-Abdeckung in den deutschsprachigen Ländern werden in diesen Sendungsquoten standardmäßig auf der präziseren Personenebene ausgewiesen.
Da die Hochrechnung von Quoten auf Basis (teurer) Stichproben gemacht wird, ist es möglich, dass für Sendungen eine Reichweite von 0,0 ausgewiesen wird, obwohl sie ein Publikum haben; ein Beispiel dafür war die CNBC-Talkshow des früheren US-amerikanischer Tennisspielers John McEnroe. Ein weiteres Beispiel ist die The-CW-Show CW Now, die in der gleichen TV-Saison zweimal Null-Reichweiten hatte. Im Jahr 2014 berichtete Nielsen, dass die Nutzungszeit von Live-Fernsehens in den USA (durchschnittlich vier Stunden und 32 Minuten pro Tag) im Vergleich zum Vorjahr um 12 Minuten pro Tag gesunken sei. Nielsen berichtete über mehrere Gründe für die Verlagerung weg vom Live-Fernsehen: eine Zunahme der Zuschauerzahl des zeitversetzten Fernsehens (hauptsächlich durch DVRs) und der Zuschauerzahl des Internet-Videos (Clips von Video-Sharing-Websites und Streams von Fernsehsendungen in voller Länge).

## Demografie (Zielgruppen)
Nielsen Media Research liefert auch Statistiken über spezifische demographische Daten, da die Preise von TV-Spots von Faktoren wie Alter, Geschlecht, ethnischer Zugehörigkeit, Einkommensklasse und Region beeinflusst werden. Jüngere Zuschauer werden für viele Produkte als attraktiver angesehen, während in einigen Fällen ältere und wohlhabendere Zuschauer erwünscht sind oder weibliche Zuschauer gegenüber Männern präferiert werden.
Generell ist die Anzahl der Zuschauer im Alter von 18–49 Jahren wichtiger als die Gesamtzahl der Zuschauer. Laut Advertising Age konnte ABC in der Saison 2007/08 pro Werbespot 419.000 $ verlangen, wenn er im Umfeld der Fernsehserie Grey’s Anatomy lief. Im Vergleich dazu erreichte CBS mit CSI: Vegas nur einen Spotpreis von 248.000 $, obwohl CSI im Durchschnitt fast fünf Millionen mehr Zuschauer hatte. Wegen seiner Stärke in jungen „Demos“ (Zielgruppen) war NBC in der Lage, fast dreimal so viel für einen Werbespot während Friends zu verlangen wie CBS bei Mord ist ihr Hobby, obwohl die beiden Serien während zweier Saisonen, in denen sie gleichzeitig liefen, eine ähnliche Anzahl an Zuschauern erreichten. Glee (auf Fox) und Das Büro (auf NBC) erreichten in der Saison 2009/10 weniger Zuschauer an als Navy CIS (auf CBS), verdienten aber durchschnittlich 272.694 $ bzw. 213.617 $, verglichen mit 150.708 $ für Navy CIS.

## Sweeps (Befragungswellen)
Die US-amerikanische Fernsehmessung durch Nielsen erfolgt mit drei unterschiedlichen methodischen Ansätzen. In den 25 umsatzstärksten TV-Märkten (z. B. New York, Los Angeles) wird mit dem Local People Meter (LPM) gemessen. Personen melden sich einzeln an, die Messung erfolgt an 365 Tagen über 24 h. Ähnliche Verfahren werden in Deutschland, Österreich und der Schweiz verwendet. In 31 kleineren Märkten (wie z. B. Nashville, Salt Lake City) kommt das SET-Meter (Diary & Electronic) zum Einsatz. In vier Befragungswellen (Sweeps) in den Monaten Februar, Mai, Juli und November werden Zielgruppendaten mit dem Tagebuch erhoben und mit den Daten der Geräte (TV set on/off) in den teilnehmenden Haushalten validiert. In den 154 umsatzschwächsten TV-Märkten (z. B. Harrisburg, PA oder Honolulu) wird die TV-Nutzung nur mittels Tagebuch-Befragung erhoben. Üblich sind hier vier Sweeps zur Erhebung von Seherprofilen (ViP für Viewers in Profile).
Jedes Jahr verarbeitet Nielsen während der Sweeps-Wellen im Februar, Mai, Juli und November etwa zwei Millionen auf Papier gedruckte Tagebücher aus Haushalten im ganzen Land. Der Begriff „Sweeps“ stammt aus dem Jahr 1954, als Nielsen zuerst mit Tagebüchern in Haushalten im Osten der Vereinigten Staaten begann; von dort aus würden sie den Westen „fegen“ (erobern). Zur Erhebung werden an die teilnehmenden Haushalte Sieben-Tage-Tagebücher oder Acht-Tage-Tagebücher für Haushalte mit Digitalen Video Recordern (DVRs) verschickt. Während eines Sweeps-Zeitraums werden die Tagebücher wöchentlich jeweils an eine andere Gruppe von Haushalten versendet. Am Ende eines Sweeps werden die einzelnen Wochen aggregiert. Die Daten der Tagebuchstudie sind in der ländlichen USA die Grundlage für Programmplanung und Werbeentscheidungen bei lokalen Fernsehsendern, Kabelsystemen und Werbungtreibenden. Üblicherweise orientiert man sich an den Ergebnissen der nutzungsstärkeren Monate, die November-, Februar- und Mai-Sweeps. Es kann aber auch sein, dass die Juli-Sweeps in Hinblick auf Sommerprogramme wichtig sind. Grundsätzlich sind bei der Juli-Welle Honolulu, Fairbanks und Juneau nicht dabei. Da in einigen mittelgroßen Märkten Nachfrage nach umfangreicheren Daten besteht, werden auch zusätzlich „Sweeps“ in den Monaten Oktober und Januar gemacht. Die Tatsache, dass in den USA nur für 25 der 210 TV-Märkte tägliche Messdaten vorliegen, prägt die amerikanische und damit die weltweite Fernsehlandschaft. Kein US-Sender würde eine Neuproduktion in Monaten starten, in denen es nicht auch eine Tagebuch-Erhebung (Sweeps) gibt.
| Season    | November                         | Februar                        | Mai                       | Juli                      |
| --------- | -------------------------------- | ------------------------------ | ------------------------- | ------------------------- |
| 2016–2017 | 27. Oktober – 23. November, 2016 | 2. Februar – 1. März, 2017     | 27. April – 24. Mai, 2017 | 29. Juni – 26. Juli, 2017 |
| 2017–2018 | 26. Oktober – 22. November, 2017 | 1. Februar – 28. Februar, 2018 | 26. April – 23. Mai, 2018 | 28. Juni – 23. Juli, 2018 |
| 2018–2019 | 25. Oktober – 21. November, 2018 | 31. Januar – 27. Februar, 2019 | 25. April – 22. Mai, 2019 | 27. Juni – 24. Juli, 2019 |
| 2019–2020 | 31. Oktober – 27. November, 2019 | 30. Januar – 26. Februar, 2020 | 23. April – 20. Mai, 2020 | 25. Juni – 22. Juli, 2020 |

## Kritik am Ratingsystem
Die Einschätzung der Relevanz von Kritikpunkten muss vor dem Hintergrund des amerikanischen Fernsehforschungssystems erfolgen. Nielsen bietet als kommerziell ausgerichtetes Marktforschungsinstitut grundsätzlich ein Set sehr unterschiedlicher methodischer Ansätze zur Fernsehforschung an. Welche in einem TV-Markt dann tatsächlich eingesetzt werden (können), hängt letztlich davon ab, ob sich ausreichend zahlungsbereite Datenkäufer (Sender, Agenturen usw.) zur Refinanzierung finden.
Es gab öffentliche Kritik in Bezug auf Genauigkeit und mögliche Verzerrungen innerhalb des Quotenerhebungssystems von Nielsen. Das Verfahren sei in Hinblick auf die Messung neuer Technologien wie Smartphones, DVRs, Tablet-Computer und Internet-Streaming-Dienste veraltet. Seit 2006 arbeitet Nielsen daran, seine gesamte Methodik zu überarbeiten, um alle Arten der Mediennutzung in der Stichprobe zu erfassen.
Da sich Panel-Teilnehmer bewusst sind, dass sie Teil der Nielsen-Stichprobe sind, könnte dies zu einer Verzerrung der Mediennutzung führen. Die Anzahl der Testpersonen, die mittels Tagebuch-Einträgen erfasst werden, ist manchmal höher als die der präzise elektronisch gemessenen Probanden.
Ein weiterer Kritikpunkt am Messsystem ist, dass es das wichtigste Kriterium einer Stichprobe, die Zufallsauswahl nicht erfüllen würde. Es werde ein zu kleiner Teil der Grundgesamtheit ausgewählt. Weiteres würden nur diejenigen, die tatsächlich zustimmen, als Teil der Stichprobe herangezogen. In den 1990er Jahren gab es die Diskussion, dass in vielen ländlichen Gebieten die Rating-Unterschiede zwischen einzelnen Sendungen statistisch nicht signifikant genug waren. Dennoch entschieden Programmmacher auf dieser Grundlage, ob Serien weitergeführt werden oder nicht. Das war insbesondere bei Nova, einer US-amerikanischen Fernsehdokumentar-Serie bzw. Horizon, einer populärwissenschaftlichen BBC-Fernsehdokumentationsreihe der Fall.

## Reichweitenstärkste Programme (nach Haushalten) in den U.S.
Die folgende Tabelle listet Fernsehsendungen in den USA mit der höchsten durchschnittlichen Haushalts-Bewertung für jede Fernsehsaison auf. Bei der Interpretation der Daten ist zu beachten, dass sich die Erhebungsmethoden über die Jahrzehnte verändert haben, die Anzahl der TV-Angebote enorm gestiegen ist und dass das TV-Gerät nicht mehr die einzige Bewegtbildquelle ist.
| TV-Season | Programm                                | Network | Rating |
| --------- | --------------------------------------- | ------- | ------ |
| 1950–1951 | Texaco Star Theater                     | NBC     | 61.6   |
| 1951–1952 | Arthur Godfrey’s Talent Scouts          | CBS     | 53.8   |
| 1952–1953 | I Love Lucy                             | CBS     | 67.3   |
| 1953–1954 | I Love Lucy                             | CBS     | 58.8   |
| 1954–1955 | I Love Lucy                             | CBS     | 49.3   |
| 1955–1956 | The $64,000 Question                    | CBS     | 47.5   |
| 1956–1957 | I Love Lucy                             | CBS     | 43.7   |
| 1957–1958 | Gunsmoke                                | CBS     | 43.1   |
| 1958–1959 | Gunsmoke                                | CBS     | 39.6   |
| 1959–1960 | Gunsmoke                                | CBS     | 40.3   |
| 1960–1961 | Gunsmoke                                | CBS     | 37.3   |
| 1961–1962 | Wagon Train                             | NBC     | 32.1   |
| 1962–1963 | The Beverly Hillbillies                 | CBS     | 36.0   |
| 1963–1964 | The Beverly Hillbillies                 | CBS     | 39.1   |
| 1964–1965 | Bonanza                                 | NBC     | 36.3   |
| 1965–1966 | Bonanza                                 | NBC     | 31.8   |
| 1966–1967 | Bonanza                                 | NBC     | 29.1   |
| 1967–1968 | The Andy Griffith Show                  | CBS     | 27.6   |
| 1968–1969 | Rowan & Martin's Laugh-In               | NBC     | 31.8   |
| 1969–1970 | Rowan & Martin's Laugh-In               | NBC     | 26.3   |
| 1970–1971 | Marcus Welby, M.D.                      | ABC     | 29.6   |
| 1971–1972 | All in the Family                       | CBS     | 34.0   |
| 1972–1973 | All in the Family                       | CBS     | 33.3   |
| 1973–1974 | All in the Family                       | CBS     | 31.2   |
| 1974–1975 | All in the Family                       | CBS     | 30.2   |
| 1975–1976 | All in the Family                       | CBS     | 30.1   |
| 1976–1977 | Happy Days                              | ABC     | 31.5   |
| 1977–1978 | Laverne & Shirley                       | ABC     | 31.6   |
| 1978–1979 | Laverne & Shirley                       | ABC     | 30.5   |
| 1979–1980 | 60 Minutes                              | CBS     | 28.4   |
| 1980–1981 | Dallas                                  | CBS     | 34.5   |
| 1981–1982 | Dallas                                  | CBS     | 28.4   |
| 1982–1983 | 60 Minutes                              | CBS     | 25.5   |
| 1983–1984 | Dallas                                  | CBS     | 25.7   |
| 1984–1985 | Dynasty (Denver-Clan)                   | ABC     | 25.0   |
| 1985–1986 | The Cosby Show                          | NBC     | 33.7   |
| 1986–1987 | The Cosby Show                          | NBC     | 34.9   |
| 1987–1988 | The Cosby Show                          | NBC     | 27.8   |
| 1988–1989 | The Cosby Show                          | NBC     | 25.6   |
| 1989–1990 | The Cosby Show                          | NBC     | 23.1   |
| 1989–1990 | Roseanne                                | ABC     | 23.1   |
| 1990–1991 | Cheers                                  | NBC     | 21.3   |
| 1991–1992 | 60 Minutes                              | CBS     | 21.9   |
| 1992–1993 | 60 Minutes                              | CBS     | 21.9   |
| 1993–1994 | 60 Minutes                              | CBS     | 20.9   |
| 1994–1995 | Seinfeld                                | NBC     | 20.6   |
| 1995–1996 | ER (Emergency Room)                     | NBC     | 22.0   |
| 1996–1997 | ER (Emergency Room)                     | NBC     | 21.2   |
| 1997–1998 | Seinfeld                                | NBC     | 21.7   |
| 1998–1999 | ER                                      | NBC     | 17.8   |
| 1999–2000 | Who Wants to Be a Millionaire?—Tuesdays | ABC     | 18.6   |
| 2000–2001 | Survivor: The Australian Outback        | CBS     | 17.4   |
| 2001–2002 | Friends                                 | NBC     | 15.0   |
| 2002–2003 | CSI: Crime Scene Investigation          | CBS     | 16.3   |
| 2003–2004 | CSI: Crime Scene Investigation          | CBS     | 15.9   |
| 2004–2005 | CSI: Crime Scene Investigation          | CBS     | 16.5   |
| 2005–2006 | American Idol—Tuesday                   | Fox     | 17.6   |
| 2006–2007 | American Idol—Wednesday                 | Fox     | 17.3   |
| 2007–2008 | American Idol—Tuesday                   | Fox     | 16.1   |
| 2008–2009 | American Idol—Wednesday                 | Fox     | 15.1   |
| 2009–2010 | American Idol—Tuesday                   | Fox     | 13.7   |
| 2010–2011 | American Idol—Wednesday                 | Fox     | 14.5   |
| 2011–2012 | NBC Sunday Night Football               | NBC     | 12.4   |
| 2012–2013 | NCIS (Navy CIS)                         | CBS     | 13.5   |
| 2013–2014 | Sunday Night Football                   | NBC     | 12.6   |
| 2013–2014 | NCIS (Navy CIS)                         | CBS     | 12.6   |
| 2014–2015 | Sunday Night Football                   | NBC     | 12.3   |
| 2015–2016 | NCIS (Navy CIS)                         | CBS     | 12.8   |
| 2016–2017 | The Big Bang Theory                     | CBS     | 11.5   |
| 2017–2018 | The Big Bang Theory                     | CBS     | 11.1   |
| 2018–2019 | Sunday Night Football                   | NBC     | 10.9   |

## Gesamtreichweite der U.S. TV-Networks nach Jahren
Durchschnittliche Tagesreichweite Gesamt / Nielsen-Messung / ausgenommen bestimmte digitale Netze sowie nicht von Nielsen gemessene Kabelnetze.
| Rang (2018) | Network | 2018      | 2017      | 2016      | 2015      | 2014      |
| ----------- | ------- | --------- | --------- | --------- | --------- | --------- |
| Nr. 1       | NBC     | 7,876,000 | 7,284,000 | 8.426.000 | 7.757.000 | 8.264.000 |
| Nr. 2       | CBS     | 7,385,000 | 7,996,000 | 8.814.000 | 9.419.000 | 9.375.000 |
| Nr. 3       | ABC     | 5,423,000 | 5,592,000 | 6.325.000 | 6.894.000 | 6.838.000 |
| Nr. 4       | FOX     | 4,401,000 | 4,733,000 | 5.053.000 | 5.198.000 | 5.973.000 |